# Elsi Borg
Pour les articles homonymes, voir Borg.
Elsi Naemi Borg, née le 3 octobre 1893 à Nastola et décédée le 30 décembre 1958 à Helsinki, est une architecte, souvent décrite comme la pionnière du modernisme en Finlande.

## Biographie
Après des études à l'Université de technologie d'Helsinki, Elsi Borg obtient son diplôme d'architecte en 1919. Elle commence par travailler comme dessinatrice. Elle assiste notamment Oiva Kallio dans son projet de plan du centre d'Helsinki, en 1927.
Elsi Borg est connue pour avoir construit l'église de Taulumäki entre 1928 et 1929. Puis, de 1929 à 1956, elle œuvre au sein du bureau de construction du ministère de la défense. Durant ces années, elle travaille avec une autre architecte finlandaise, Elsa Arokallio.
Elle est à l'origine de la construction de nombreux bâtiments à travers la Finlande. C'est le cas de l'hôpital d'Helsinki appelé le Château des enfants, commencé par Kaarlo Borg, et repris à sa mort par Elsi Borg, Otto Flodin et Olavi Sortta. Avec Olavi Sortta, elle élabore aussi les plans de l'hôpital militaire de Vyborg.
Elsi Borg rénove aussi plusieurs églises, dont l'église de Keuruu, en 1954.

## Vie privée
Elsi Borg est mariée à Anton Lindforss. Son frère et ses sœurs sont Kaarlo Borg, Ester Borg et Margit Borg-Sundman.

## Réalisations
- Château des enfants, Helsinki
- Église de Taulumäki, Jyväskylä
- Hôpital militaire, Vyborg[8]
- Chapelle funéraire, Petäjävesi
- Église de Teuva (fi)
- Chapelle funéraire, Kitee
- Chapelle funéraire de Vehmasmäki, Kuopio

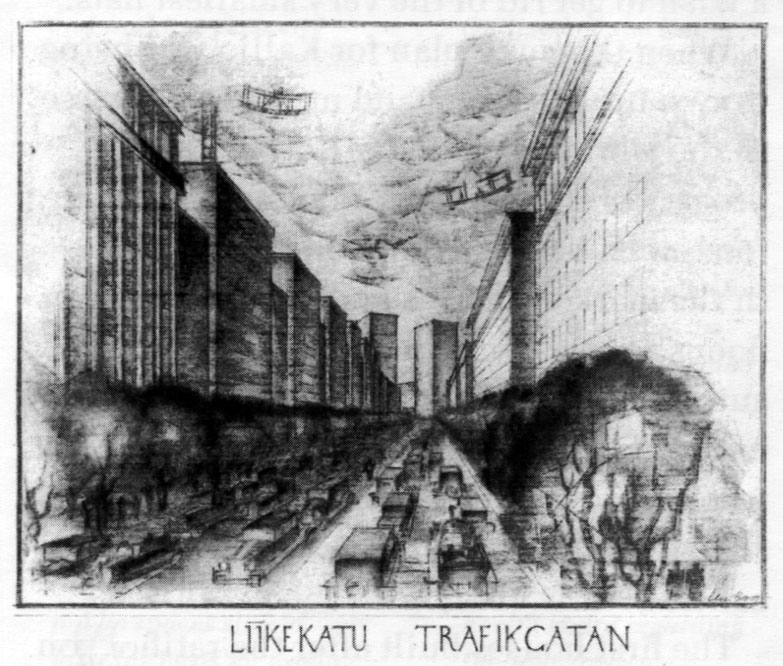
Dessin Liikekatu par  Elsi Borg
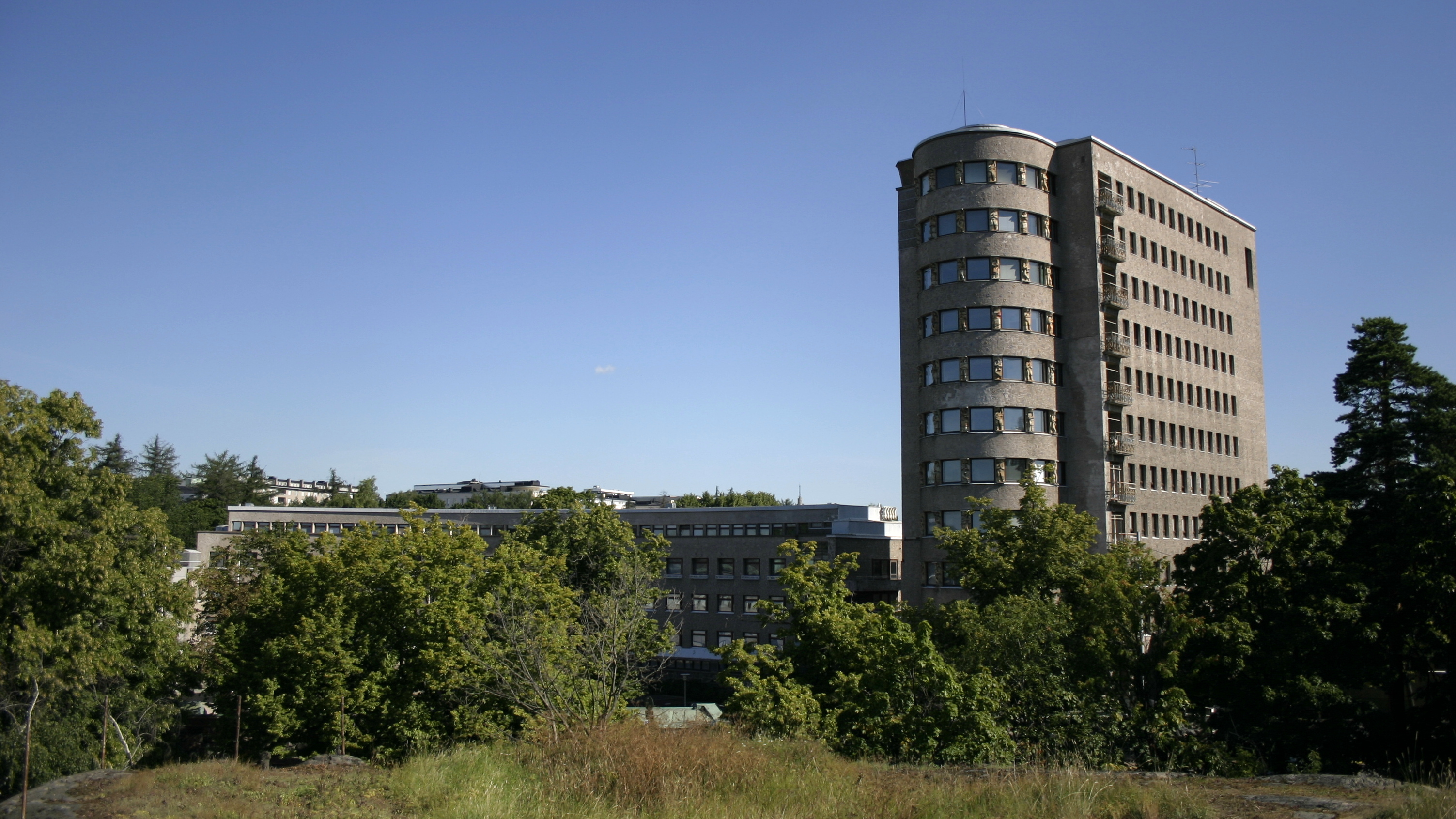
Lastenlinna.
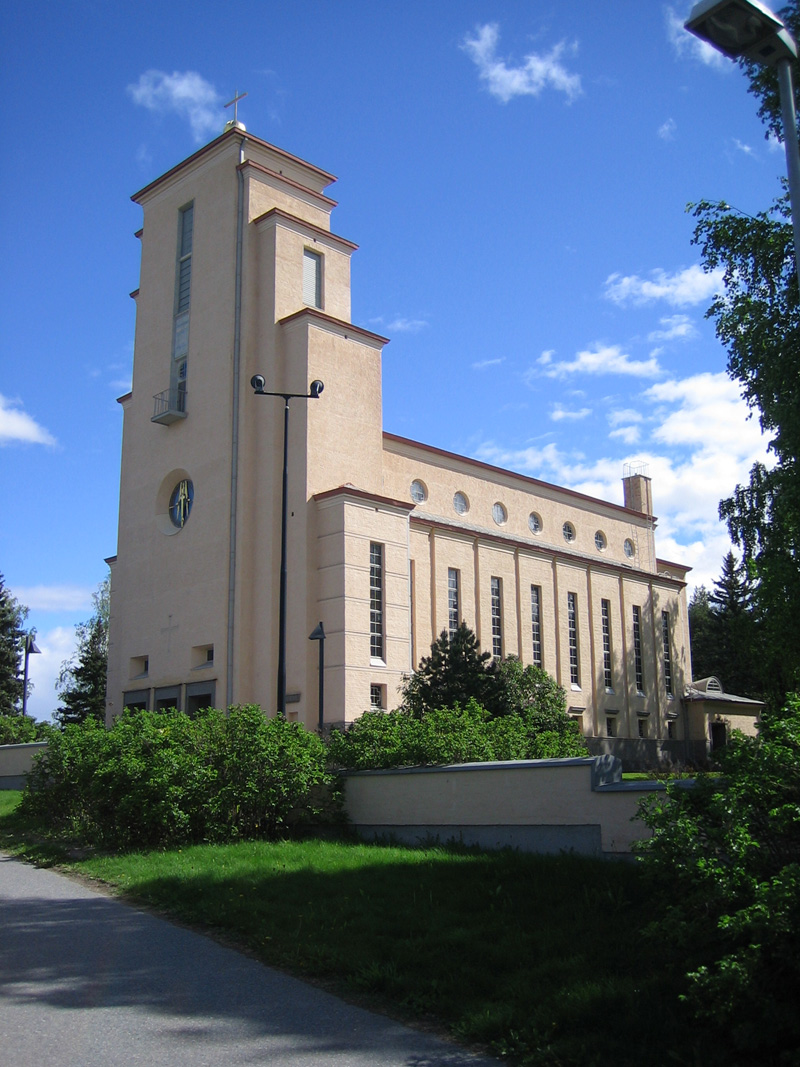
Église de Taulumäki
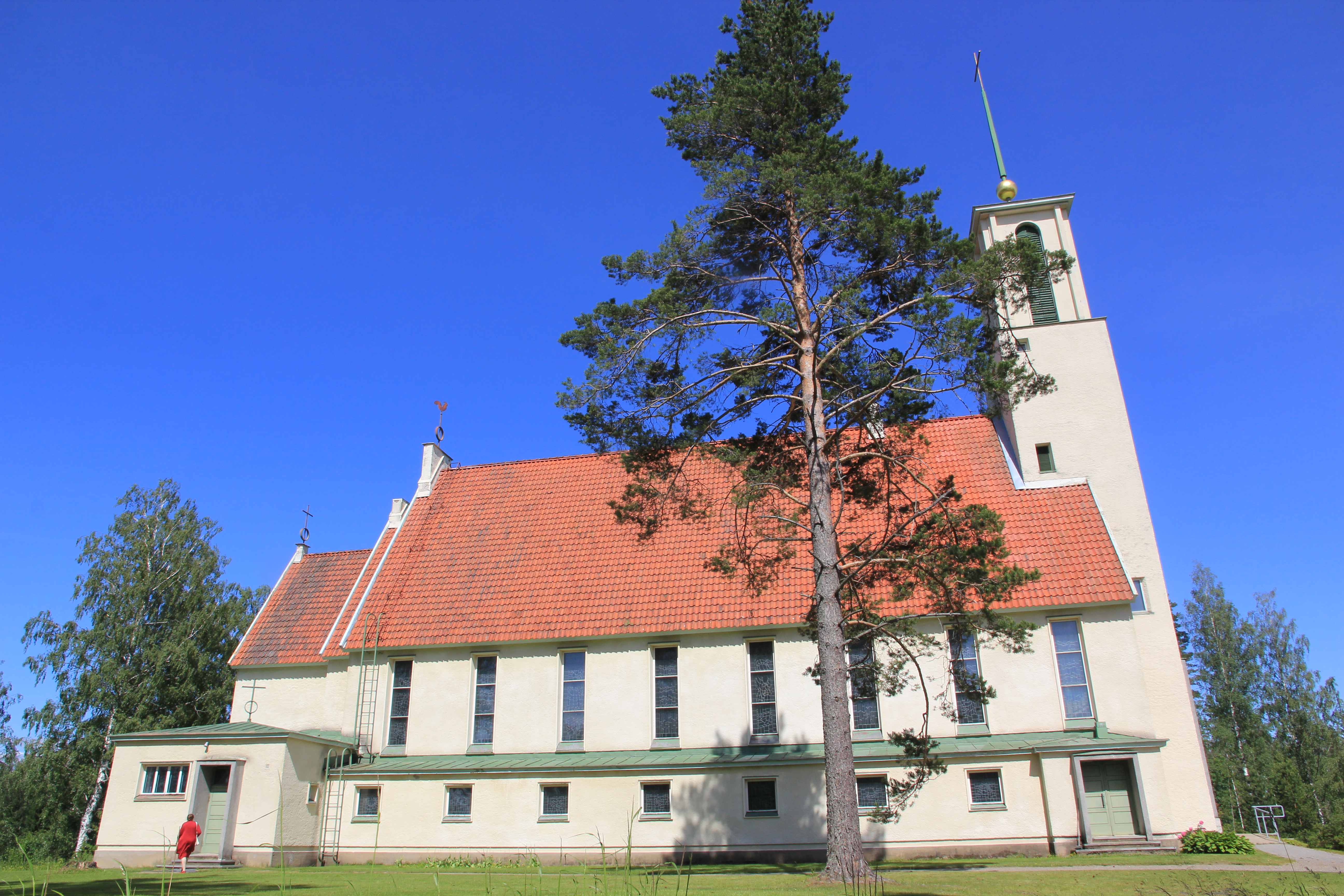
Église de Simpele